# Ристо Банић
Ристо Банић (Београд, 1947 — Београд, 8. март 2016) био је српски концептуални и мултимедијални уметник, стрипар, карикатуриста, хумориста, сценариста и комедиограф.

## Биографија
Студирао је Правни факултет у Београду. Оснивач је и од 1970. до 1974. активни члан београдске мултимедијалне уметничке групе „Екипа А3“ са Младеном Јевђовићем, Добривојем Петровићем, Ненадом Петровићем, Југославом Влаховићем и Славком Тимотијевићем. Уметничке акције су имале елеменат необичности („изненадне и неочекиване акције”'), попут ходања у картонском аутобусу улицама Загреба, Новог Сада и Скопља. Група је била везана за Студентски културни центар у Београду, тада једно од важних места алтернативне уметности у Европи.
Банић је наставио да сарађује са истом установом и 1980-их, где излаже неке од више стотина запажених фото-стрипова објављених у земљи и иностранству урађених са Ненадом Петровићем, од којих је најдужи серијал „Капетан Добрица у акцији“. Излазили су у бројним листовима, нарочито Базару, Репортеру и „Јежевим” издањима. За нека од ових издања Банић је писао хумористичке текстове, а за београдска позоришта и неколико комедија.
Са фотографом Предрагом Пантелићем, оснива „Comprint comics“ 1995. године и реализује низ комерцијалних илустрација и фотомонтажа. Од 1998. им се придружује ликовни уметник Јакша Влаховић и тада настаје серијал „Danddy Trotoar“ и књига Premiere in comic cafe на енглеском језику и под псеудонимом Jacaris, која је такође примећена у стрипској историографији. Истовремено издају наш први хумористички интернет магазин Jacaris net magazin. Појединачно или групно су излагали у земљи и иностранству, а добитници су и више награда, од којих је најбитнија специјално признање на највећем фото хумор фестивалу у Јапану. Стрип је добио и своју кратку филмску верзију, са Банићем као сценаристом и Јакшом Влаховићем као аниматором.
Ова уметничка сарадња је позитивно примљена:
Иако их генерацијски дели тридесет година, сценаристички Банићев рад ослоњен на урбани тзв. клик-клак хумор одлично је уклопљен са Влаховићевим цртежима, комбинованим на компјутеру са фотосима разних ликова из филма, SF литературе, савремене историје и урбане митологије 20. века.— Ужице на интернету, 2000.
Банић је био члан Удружења стрипских уметника Србије од оснивања 2010. године. Учествовао је на националним годишњим изложбама удружења 2011—2015. године.
Преминуо је после дуге и тешке болести 8. марта 2016. у Београду, а кремиран је на Новом гробљу у Београду 11. марта 2016.

## Награде и признања
- Међународни фестивал „Златна кацига”, Крушевац, 2. награда

## Стрипографија
Монографије
- Банић, Ристо (сценарио) и Јакша Влаховић (слике). Danddy Trotoar: From Danddyland, „Comprint Comics” & „Цицеро”, 1999, 56 страница

## Изложбе (попис у изради)
Ауторске
- Ристо Банић & Ненад Петровић. Фотострип; изложба фотострипова, 3-16. јун. 1983.[12]
- Ристо Банић & Предраг Пантелић. Comprint, изложба компјутерских колажа и анимације, Срећна галерија Студентског културног центра, Београд, 10. мај 1996.
- Ристо Банић и Јакша Влаховић. (Стрипови.) Градска галерија, Ужице, 11-15. јануар 2000.
- Група . Галерија „Ђура Јакшић”, Београд, 2000.

Групне
- Рок фотографија, реализација другог југословенског конкурса за рок фотографију, 19-30. јун. 1981. Галерија Срећна нова уметност, СКЦ, Београд[13]
- Рок фотографија - реализација Трећег југословенског конкурса за рок фотографију, Срећна галерија, Студентски културни центар, Београд, 22.јун - 15. септембар 1982.[14]
- [15]
- „Златно перо”, Београд, 1999.
- Међународни фестивал „Златна кацига”, Крушевац, 1998.
- , Београд, 1999.
- , Тренто, Италија, 1999.
- , Београд, 2000.
- „Златни осмех”, Београд, 2000.
- , Vićenca, Italija, 2000.
- , Ayre, Шкотска, 2000.
- [16]
- годишња изложба Удружења стрипских уметника Србије 2012
  - Галерија „Прогрес“, Београд, 30. јул — 18. август 2012.
  - Стрип сала, Београдски Сајам књига, 22-28. октобар 2012.
- годишња изложба Удружења стрипских уметника Србије 2013
  - Дом омладине Београда, Галерија, 17. децембар 2013. — 19. јануар 2014.[17]
- годишња изложба Удружења стрипских уметника Србије 2014
  - Београд, Дом омладине Београда, Галерија, 2-14. децембар 2014.
  - Ниш, Нишка тврђава, Павиљон, 23-27. април 2015.
- годишња изложба Удружења стрипских уметника Србије 2015 (Циклус групних изложби 16), Београд, Дом омладине Београда, Галерија, 22-17. децембар 2015.

## Извор
1. ↑  Ристо Банић — биографија и галерија радова Архивирано на веб-сајту  (13. март 2016), Удружење стрипских уметника Србије
2. ↑  Томић, Биљана. „Екипа А3”, Момент, билтен Студентског културног центра, 1-2, Београд, септембар/октобар (1973). стр. 3.
3. ↑  „Град: Екипа за акцију и анонимну атракцију”, аутори емисије: Снежана Ристић и Радоња Лепосавић, Радио Београд 2, 27. 11. 2010.
4. ↑  Jelena Vesić.}- , -{Parallel Chronologies: An Archive of East European Exhibitions
5. ↑  „Аутобус, Загреб, 1972”, разгледница са перформанса у Загребу. Издање: Галерија Срећна Нова уметност /Happy New Art Gallery/, Београд, 1972.
6. ↑  Примери:
  - „Галерија / Ликовни програм СКЦ-А 1971—2008. Хронологија” Архивирано на веб-сајту  (29. март 2016), Архива СКЦ
  - „8. 5. 1972 | Екипа А3: Аутобус” Архивирано на веб-сајту  (11. април 2016), Архива СКЦ
  - 1972-11-16 „Екипа А на 3: Црни рефлектор” Архивирано на веб-сајту  (11. април 2016), Архива СКЦ
  - Екипа А 3, Београд, Србија: Дејство позоришног костима, улична акција; учествују чланови Екипе: Младен Јевђовић, Славко Тимотијевић, Југослав Влаховић, Риста Банић и пријатељи. Извор:  Априлски сусрет 4-11. април 1973. Архивирано на веб-сајту  (11. април 2016), Архива СКЦ
  - 24. 10. 1973 - Информација 3: Екипа А³, о раду Екипе за акцију и анонимну атракцију говоре чланови екипе: Славко Тимотијевић, Југослав Влаховић, Младен Јевђовић, Добривоје Петровић и Риста Банић. Извор: 19-25. 10. 1973 | Октобар '73 Архивирано на веб-сајту  (11. април 2016), Архива СКЦ
7. ↑  Здравко Зупан истиче поводом сарадње Банића и СКЦ-а: „Од изложби које ће уследити треба поменути изложбу „Фото-стрип“ Ристе Банића и Ненада Петровића из 1983. године. Постављена је у истом галеријском простору као и претходна изложба. Банић и Петровић су тих година V.били веома активни. Њихови фото-стрипови могли су се видети на страницама Политике Базар, Репортера и разних 'Јежевих' издања.“ У: Зупан, Здравко. Век стрипа у Србији, Панчево, (2007). стр. 97.
8. ↑  Зупан каже: „Јакша Влаховић и Ристо Банић аутори су занимљивих стрип каишева насталих комбинацијом цртежа и фотографија сабраних у књижици положеног правоугаоника Dandy Trotoar. Каишеви су рађени без текста, али је издање одштампано са насловима и пропратним подацима на енглеском језику у штампарији 'Цицеро'.“ У: Зупан, Здравко. Век стрипа у Србији, Панчево, (2007). стр. 138.
9. ↑  . Група Јацарис (Јакша Влаховић, Ристо Банић), SCG, 0:25. Приказано на: Фестивал Alternative film-video 2003, Дом културе Студентски град, 2003.
10. ↑  „Стрип у градској галерији”, Ужице на Интернету, број 3, 16. јануар 2000. година
11. ↑  Сахране и испраћаји: Београд, 2016-03-11 петак, Умрлице.нет
12. ↑  Из напомена Архиве СКЦ: „Позивница-разгледница, плакат, каталог. ФОТОСТРИП - Ристо М. Банић и Ненад М. Петровић; каталог изложбе, 6.јун (1983) у СГ; ксерокс, 4 стране (копирано на по једној страни листа); формат А-4; на првој страни поред назива галерије, наслова изложбе, аутора и датума налази се уводни текст (Драги посетиоци, пред Вама се налази део материјала из озбиљне социолошко-политичко-културолошко-гастрономске студије под називом “ФОТО-СТРИП КАО САВРЕМЕНИ ОБЛИК СОЦИОЛОШКОГ ИСТРАЖИВАЊА”…).
 „Попис штампане грађе Срећне галерије 1974–1995” Архивирано на веб-сајту  (11. април 2016), Архива СКЦ
13. ↑  „19 - 30. 6. 1981 |  фотографија II:— Други југословенски конкурс за рок фотографију” Архивирано на веб-сајту  (11. април 2016), Архива СКЦ
14. ↑  „22. 6. 1982 |  фотографија III: реализација Трећег југословенског конкурса за rock фотографију” Архивирано на веб-сајту  (11. април 2016), Архива СКЦ
15. ↑  Излагао са Јакшом Влаховићем, под називом „Компринт”.  1999
16. ↑  Излагао са Јакшом Влаховићем, под називом „Јацарис”.  2000[мртва веза]
17. ↑  Каталог „Годишња изложба Удружења стрипских уметника Србије“ Архивирано на веб-сајту  (25. јул 2024), УСУС, 2011.